# PowerProducer
PowerProducer(パワープロデューサー)はサイバーリンクが開発・販売するオーサリングソフトウェア。
HDビデオカメラ、デジタルテレビ、アナログテレビ、Webカメラやビデオファイルから写真や動画を取り込み、ブルーレイやDVDに記録する。

## 機能

### 出力フォーマット
ビデオCD、DVD-Video、Blu-ray Discなどの各種ディスクフォーマット形式をサポートしている。

### 自動編集機能
ビデオ撮影や写真撮影で生じがちな光の過不足や、手ぶれ、ノイズ、赤目などを簡単に修正したり、動画編集を自動で行えたりする、マジックツールと呼ばれる機能が標準搭載されている。
- マジックスタイル(Magic Style)  : 選択されたテーマ、音楽などに基づいて、自動編集を行う
- マジックフィックス(Magic Fix)  : 手ぶれしたビデオやぼんやりした写真、夜間撮影で赤っぽくなった写真の修整を行う
- マジッククリーン(Magic Clean)  : 自動で光の調整およびノイズ除去を行う
- マジックカット(Magic Cut) : ビデオ内容を解析し、最適な内容に編集を行う
- マジックモーション(Magic Motion)  : 自動で写真にズームや戻しの効果を適用を行う

## 他のサイバーリンクのソフトとの違い
類似の機能を持ったソフトウェアとして「PowerDirector」「Power2Go」がある。
もともとは動画編集ソフトのPowerDirector、オーサリングソフトのPowerProducer、ライティングソフトのPower2Goと、明確な差があったが、PowerDirectorにもオーサリング機能が搭載されライティング機能が搭載され、PowerProducerに簡易的な動画編集機能が搭載されライティング機能が搭載され、Power2Goにも簡易的な動画編集機能が搭載されオーサリング機能が搭載され、と各ソフトが統合ソフトウェア化していった結果、明確な差異はなくなった。
PowerProducerは2012年を最後に新バージョンの発表が行われていない。

## バージョン履歴
PowerProducer DVD
- 2002年9月27日発売[1]の予定だったが延期になり、10月25日に発売された[2]。

PowerProducer 2
- 「CD/DVD ManiaX」のパッケージに含まれる形で2003年8月8日発売[3]
- 「PowerProducer 2 Gold」を2003年12月19日発売[4]
- 「PowerProducer 2 Gold DOUBLE LAYER」を2004年7月2日発売[5]

PowerProducer 3
- 2004年11月26日発売[6][7]
- 2005年4月25日、バージョン3.2へのアップデートをリリース[8]

PowerProducer Vista
- 2007年2月2日発売[9][10]。
- 内部バージョンは4。

PowerProducer 5
- 2008年4月17日発売[11]
- 「PowerProducer 5.5」を2010年12月14日発売[12]

PowerProducer 6
- 2012年12月10日発売[13]

## ソースネクスト版パッケージ
PowerProducer Personal
- 2004年4月30日に発売[14][15]
- 「PowerProducer 2 Gold」の廉価版で、+VRディスクの作成機能、DivXコーデックなどが含まれていない。

PowerProducer EXPERT
- 2005年5月20日に発売[16]
- 「PowerProducer PERSONAL」の上位版。「PowerProducer 2 Gold DOUBLELAYER」の一部仕様を変更したもの。